# 馬達瓦省
14°04′33″N 5°57′31″E / 14.07583°N 5.95861°E

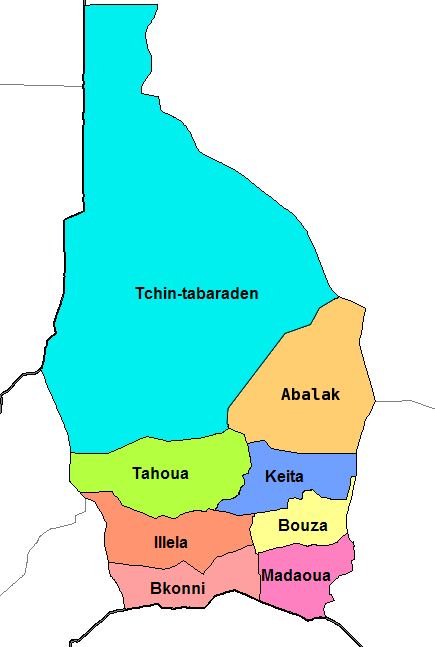

馬達瓦省（法語：Madaoua），是尼日爾的省份，位於該國西部，由塔瓦大區負責管轄，西面是比爾寧孔尼省，面積4,856平方公里，2001年人口443,902，人口密度每平方公里91.4人。